# Agalmyla clarkei
Agalmyla clarkei är en tvåhjärtbladig växtart som först beskrevs av Adolph Daniel Edward Elmer, och fick sitt nu gällande namn av Brian Laurence Burtt. Agalmyla clarkei ingår i släktet Agalmyla och familjen Gesneriaceae. Inga underarter finns listade i Catalogue of Life.